# Dolar Liberty
Liberty Dollar – prywatna waluta występująca pod postacią monet, złotych i srebrnych certyfikatów, jak również w postaci elektronicznej. Rozpowszechniana przez Liberty Services (dawniej NORFED) z siedzibą w Evansville, Indiana, USA. Firma drukuje certyfikaty i bije monety w Sunshine Mint w Coeur d’Alene, Idaho. Waluta została stworzona przez Bernarda von NotHausa, byłego szefa Royal Hawaiian Mint Company.

## Kompensacja inflacji
Od debiutu 1 października 1998 do 23 listopada 2005 NORFED wymieniał warte 1 uncję srebra dolary Liberty na 10 dolarów USA. 24 listopada 2005 zmieniono kurs wymiany do 20 dolarów USA w celu skompensowania spadku siły nabywczej dolara. Stare monety były wymieniane na nowe za drobną opłatą. Certyfikaty papierowe były wymieniane bez opłat. W styczniu 2007 Liberty Services zaczęło oferować usługę wymiany dolarów Liberty na dolary Stanów Zjednoczonych.
Monety:
- $5 Silver Quarter Liberty (ćwierć uncji srebra .999)
- $10 Silver Half Liberty (pół uncji srebra .999)
- $20 Silver Liberty (1 uncja srebra .999)
- $1000 Gold Liberty (1 uncja złota .9999)

Certyfikaty:
- $1 srebrny certyfikat (brązowy)
- $5 srebrny certyfikat (magenta)
- $10 srebrny certyfikat (niebieski)
- $20 srebrny certyfikat (czerwony)
- $1000 złoty certyfikat (złoto-niebieski)

Od dnia święta dziękczynienia w 2005 stare srebrne banknoty i 10-dolarowe srebrne monety straciły ważność. Banknoty mogą być wymienione na nowe za darmo, ale za wymianę monet pobierana jest opłata.
Podobnie jak euro, rozmiar i kolor certyfikatów zmienia się wraz z wartością. Podobnie jak w przypadku jenów zmienna jest jedynie długość banknotów. Im wyższy nominał, tym dłuższy banknot.
Złote i srebrne monety mają podobny wygląd. Ze względu na większy ciężar właściwy złota, monety są mniejsze i mają 5/6 średnicy srebrnych. Brzegi monet są nacinane, by uniemożliwić fałszowanie.
Zarówno monety, jak i banknoty oznaczone są (oprócz wagi i nominału) bezpłatnym w USA numerem telefonu i adresem strony w celu umożliwienia kontaktu z Liberty Services.

## Zabezpieczenia
Papierowe dolary liberty są zabezpieczone hologramami, mikrodrukiem, farbą reagującą na ultrafiolet i niewidoczną ścieżką syntetycznego DNA.
Zewnętrzne brzegi banknotów zawierają:
- góra: preambuła konstytucji USA
- dół: Deklaracja Niepodległości USA
- Strona lewa: przysięga wierności
- Strona prawa: 1. poprawka do Konstytucji Stanów Zjednoczonych

Widziane gołym okiem wyglądają jak kropki, ale treść jest widoczna po powiększeniu.

## eLiberty Dollars
Wersja przewidziana do wykorzystania przy transakcjach internetowych. Istnieją jedynie jako zapis elektroniczny. Mogą zostać nabyte za dolary lub dolary Liberty, ale mogą zostać wymienione tylko na Dolary Liberty.

## Różnice w stosunku do innych walut alternatywnych
W Stanach Zjednoczonych funkcjonuje wiele alternatywnych walut, takich jak dolar Liberty: Dolar Phoenix, Ithaca Hours i cyfrowa złota waluta. W przeciwieństwie do innych walut alternatywnych, Dolary Phoenix oparte są na srebrze, a Liberty Dolar zarówno na srebrze, jak i złocie. Liberty Dollar ma również podaną sugerowaną wartość w dolarach USA.